# Anthophora subserricornis
Anthophora subserricornis là một loài Hymenoptera trong họ Apidae. Loài này được Morawitz mô tả khoa học năm 1894.